# ハンバ・カール!
『ハンバ・カール!』 (Hamba Khale!) は、アルゼンチン人ジャズ作曲家兼サクソフォーン奏者ガトー・バルビエリと南アフリカ人作曲家兼ピアノ奏者ダラー・ブランドのデュオ・アルバムである。1968年ミラノでの演奏を収録し、同年にイタリアのTogethernessレーベルからリリースされた。後年、1974年にFreedomレーベルから『コンフルーエンス (Confluence)』という別タイトルで再発された。 アルバム・タイトルはブランドの自作曲から採られているが、南アフリカの挨拶表現の一つである。

## 評価
ブランドは1965年にニューヨークに移住し、デューク・エリントン・オーケストラにスポット参加するなどしていた。同時にジョン・コルトレーン、オーネット・コールマン、ドン・チェリーといったジャズ・アバンギャルド人脈と交流を持った。 この1968年のセッションもその流れの中で実現したもので、タイトル曲のような讃美歌調のナンバーこそあるものの、基本的にはフリー・ジャズ色の強い作品である。

## 本作以降
興味深いのは、ブランドとバルビエリが本作以降に示したルーツ回帰の動きである。ブランドはこの数か月後に故郷のケープタウンに戻り、スピリチュアルなハーモニーを追究することとなる。その成果が翌年のアルバム『African Sketchbook』(Enja)や『African Piano』(Spectator)に現れた。一方のバルビエリは、ジャズ・コンポーザーズ・オーケストラ人脈のセッションに客演しつつも、翌年には南米音楽への回帰を示す意欲作『第三世界』(Flying Dutchman)を発表している。

## 収録曲
1. "The Aloe and Wildrose" (Adam Small) - 14:20
2. "Hamba Khale!" (Dollar Brand) - 2:05
3. "To Elsa / 81st Street" (Gato Barbieri) - 15:05

## パーソネル
- ガトー・バルビエリ (Gato Barbieri) - テナーサックス
- ダラー・ブランド (Dollar Brand) - ピアノ、チェロ、タンバリン